# Larreule (Hautes-Pyrénées)
Pour les articles homonymes, voir Larreule.
Larreule est une commune française située dans le nord du département des Hautes-Pyrénées, en région Occitanie. Sur le plan historique et culturel, la commune est dans le pays de Rivière-Basse, qui s’allonge dans la moyenne vallée de l’Adour, à l’endroit où le fleuve marque un coude pour s’orienter vers l’Aquitaine.
Exposée à un climat océanique altéré, elle est drainée par l'Échez, le Lys, l'Ayza et par divers autres petits cours d'eau. La commune possède un patrimoine naturel remarquable composé de deux zones naturelles d'intérêt écologique, faunistique et floristique.
Larreule est une commune rurale qui compte 382 habitants en 2022, après avoir connu un pic de population de 809 habitants en 1821. Elle fait partie de l'aire d'attraction de Tarbes..
Ses habitants sont appelés les Larreulais.

## Géographie

### Localisation

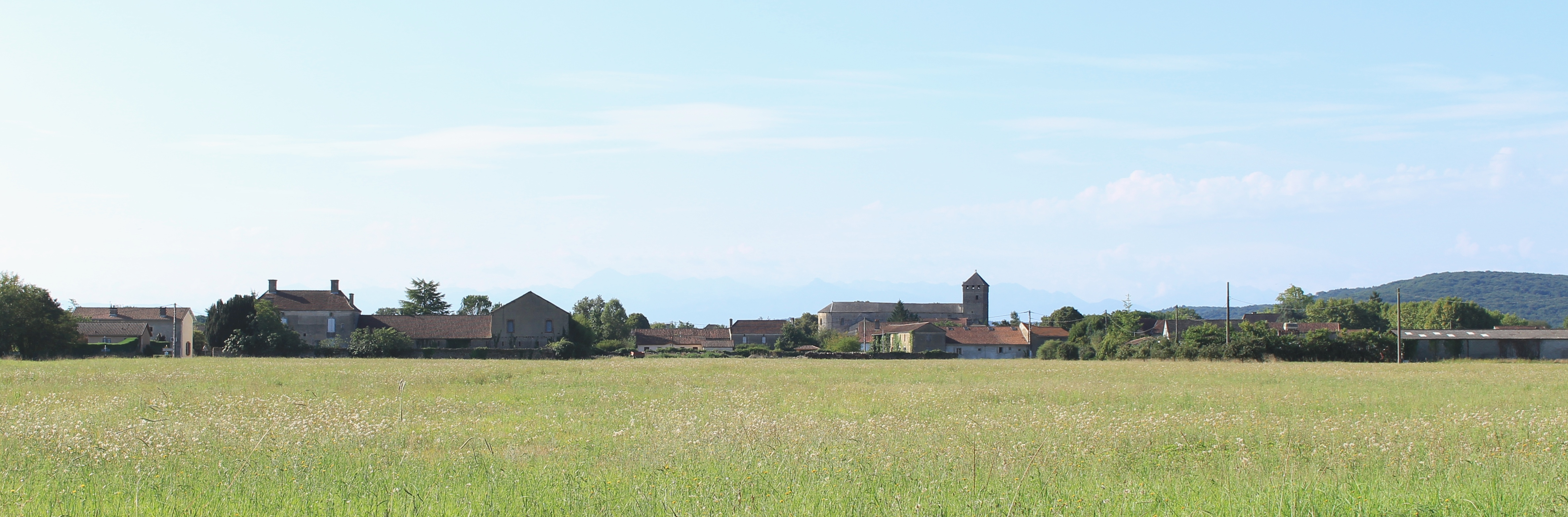
Vue du hameau de Parrabère.

La commune de Larreule se trouve dans le département des Hautes-Pyrénées, en région Occitanie.
Elle se situe à 24 km à vol d'oiseau de Tarbes, préfecture du département, et à 3 km de Maubourguet, bureau centralisateur du canton du Val d'Adour-Rustan-Madiranais dont dépend la commune depuis 2015 pour les élections départementales.
La commune fait en outre partie du bassin de vie de Maubourguet.
Les communes les plus proches sont : 
Monségur (3,0 km), Maubourguet (3,0 km), Nouilhan (3,0 km), Lahitte-Toupière (3,1 km), Sombrun (3,8 km), Labatut-Figuières (3,8 km), Caixon (4,0 km), Lafitole (4,6 km).
Sur le plan historique et culturel, Larreule fait partie du pays de Rivière-Basse, qui s’allonge dans la moyenne vallée de l’Adour, à l’endroit où le fleuve marque un coude pour s’orienter vers l’Aquitaine.
| Lahitte-Toupière                         |          | Maubourguet |
| Monségur (Pyrénées-Atlantiques)          | Larreule |             |
| Labatut-Figuières (Pyrénées-Atlantiques) | Caixon   | Nouilhan    |

Représentations cartographiques de la commune
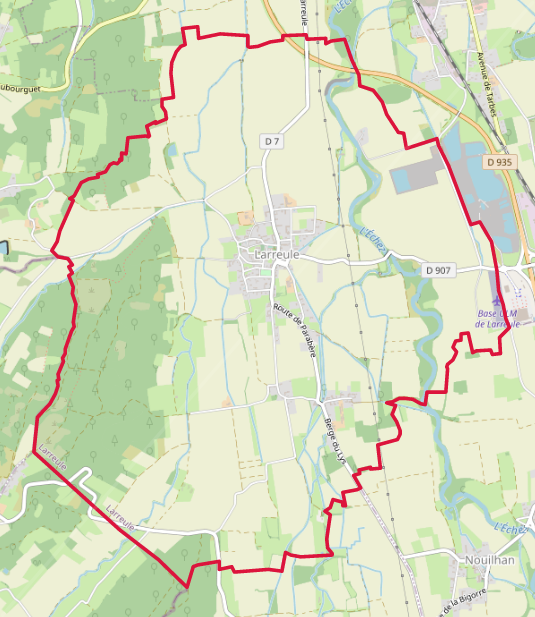
Carte OpenStreetMap.
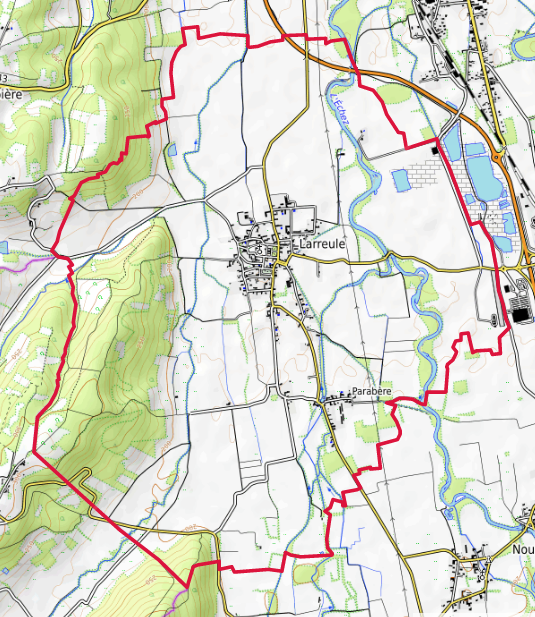
Carte topographique.

### Hydrographie

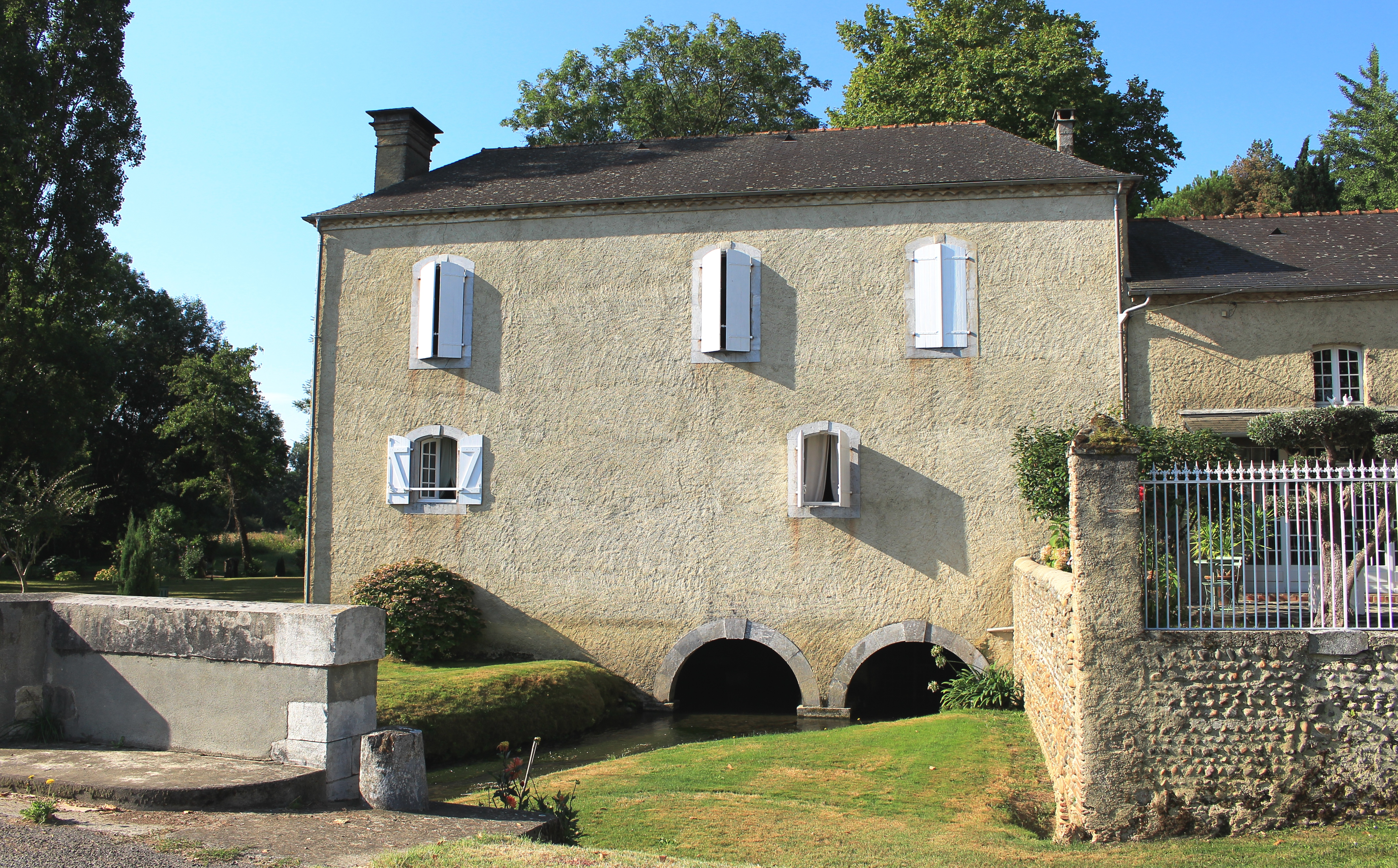
Le moulin à eau de Parrabère en 2021.

Elle est drainée par l'Échez, le Lys, l'Ayza, le ruisseau de Bordeu, le ruisseau de Coumanère le ruisseau de Lagelette et par divers petits cours d'eau, constituant un réseau hydrographique de 22 km de longueur totale,.
L'Échez, affluent gauche de l’Adour d'une longueur totale de 64,1 km, prend sa source dans la commune de Germs-sur-l'Oussouet et s'écoule vers le nord. Il traverse la commune et se jette dans l'Adour à Maubourguet, après avoir traversé 26 communes.
Le Lys, d'une longueur totale de 29,6 km, prend sa source dans la commune de Ger et s'écoule vers le nord. Il se jette dans l'Échez sur le territoire communal, après avoir traversé 10 communes.
L'Ayza, d'une longueur totale de 27,5 km, prend sa source dans la commune de Montaner et s'écoule vers le nord. Il traverse la commune et se jette dans le Louet à Hères, après avoir traversé 13 communes.

### Climat
Le climat est tempéré de type océanique en raison de l'influence proche de l'océan Atlantique situé à peu près 150 km plus à l'ouest. La proximité des Pyrénées fait que la commune profite d'un effet de foehn, il peut aussi y neiger en hiver, même si cela reste inhabituel.
| Mois                              | jan.  | fév.  | mars  | avril | mai   | juin  | jui.  | août  | sep.  | oct.  | nov.  | déc.  | année   |
| --------------------------------- | ----- | ----- | ----- | ----- | ----- | ----- | ----- | ----- | ----- | ----- | ----- | ----- | ------- |
| Température minimale moyenne (°C) | 0,6   | 1,3   | 2,7   | 5,2   | 8,3   | 11,6  | 14,1  | 13,9  | 11,7  | 8     | 3,6   | 1,3   | 6,9     |
| Température moyenne (°C)          | 5,3   | 6,1   | 7,8   | 10    | 13,3  | 16,7  | 19,3  | 19    | 17,2  | 13,3  | 8,5   | 5,8   | 11,9    |
| Température maximale moyenne (°C) | 9,9   | 11    | 12,9  | 14,8  | 18,3  | 21,7  | 24,5  | 24    | 22,6  | 18,6  | 13,4  | 10,4  | 16,8    |
| Ensoleillement (h)                | 108,8 | 118,8 | 155,6 | 157,2 | 181,3 | 191,5 | 215,5 | 196,4 | 194,5 | 164,4 | 124,4 | 104,4 | 1 912,8 |
| Précipitations (mm)               | 112,8 | 97,5  | 100,2 | 105,7 | 113,6 | 80,7  | 57,3  | 70,3  | 71    | 85,2  | 93    | 112,1 | 1 099,4 |

### Milieux naturels et biodiversité
L’inventaire des zones naturelles d'intérêt écologique, faunistique et floristique (ZNIEFF) a pour objectif de réaliser une couverture des zones les plus intéressantes sur le plan écologique, essentiellement dans la perspective d’améliorer la connaissance du patrimoine naturel national et de fournir aux différents décideurs un outil d’aide à la prise en compte de l’environnement dans l’aménagement du territoire.
Une ZNIEFF de type 1 est recensée sur la commune :
le « réseau hydrographique de l'Échez » (392 ha), couvrant 26 communes dont trois dans les Pyrénées-Atlantiques et 23 dans les Hautes-Pyrénées et une ZNIEFF de type 2, : 
le « plateau de Ger et coteaux de l'ouest tarbais » (6 409 ha), couvrant 26 communes dont six dans les Pyrénées-Atlantiques et 20 dans les Hautes-Pyrénées.

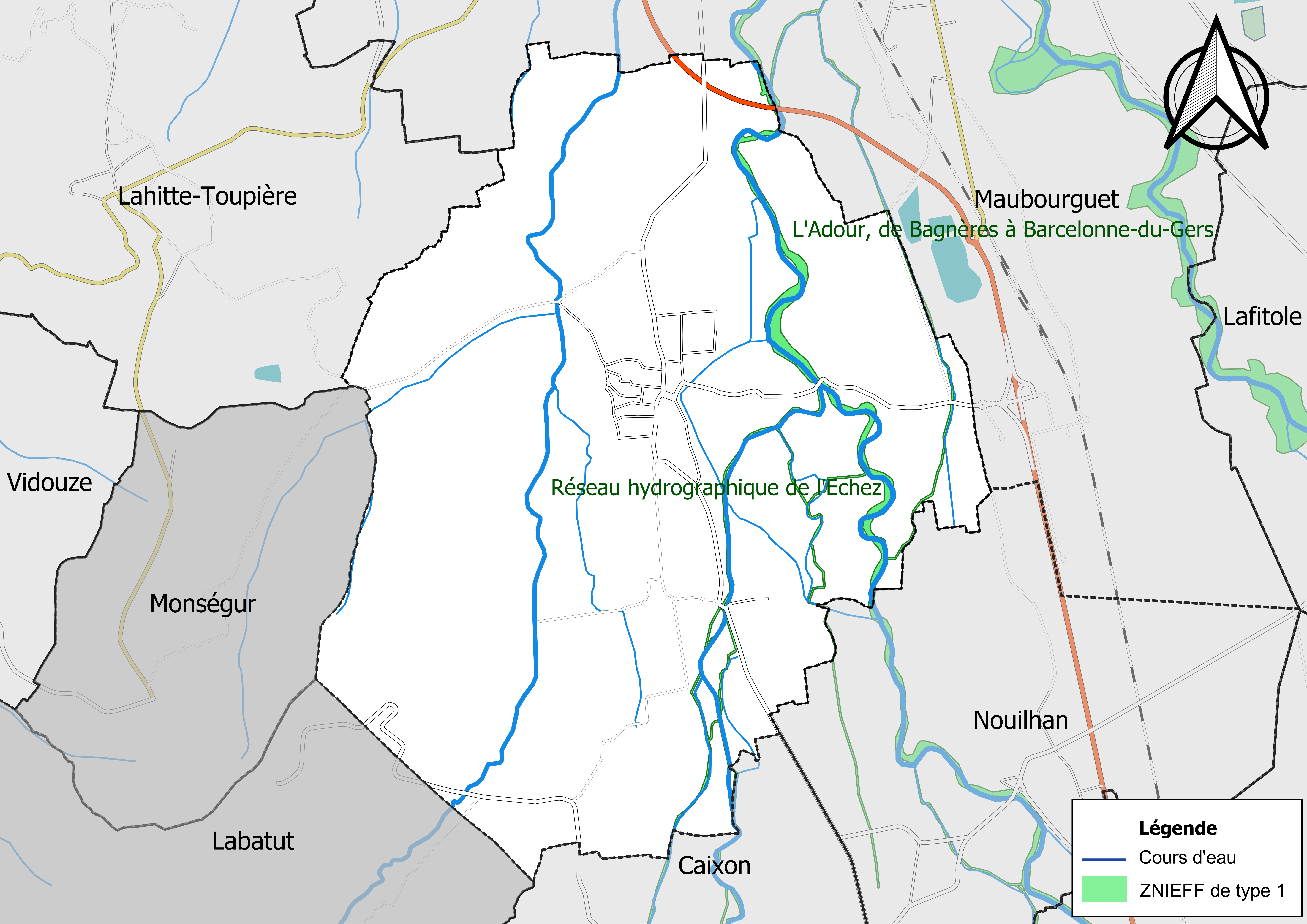
Carte de la ZNIEFF de type 1 sur la commune.
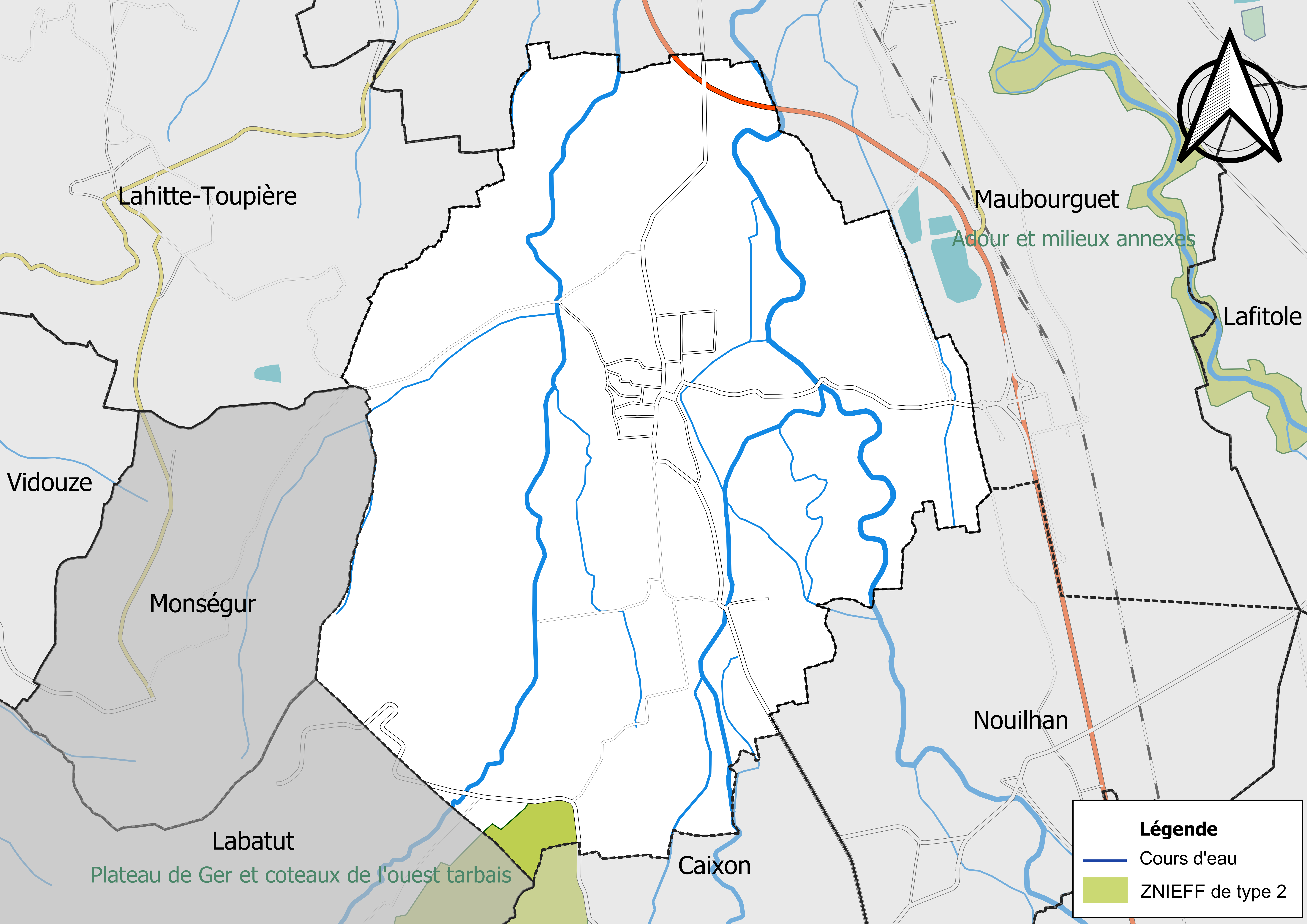
Carte de la ZNIEFF de type 2 sur la commune.

## Urbanisme

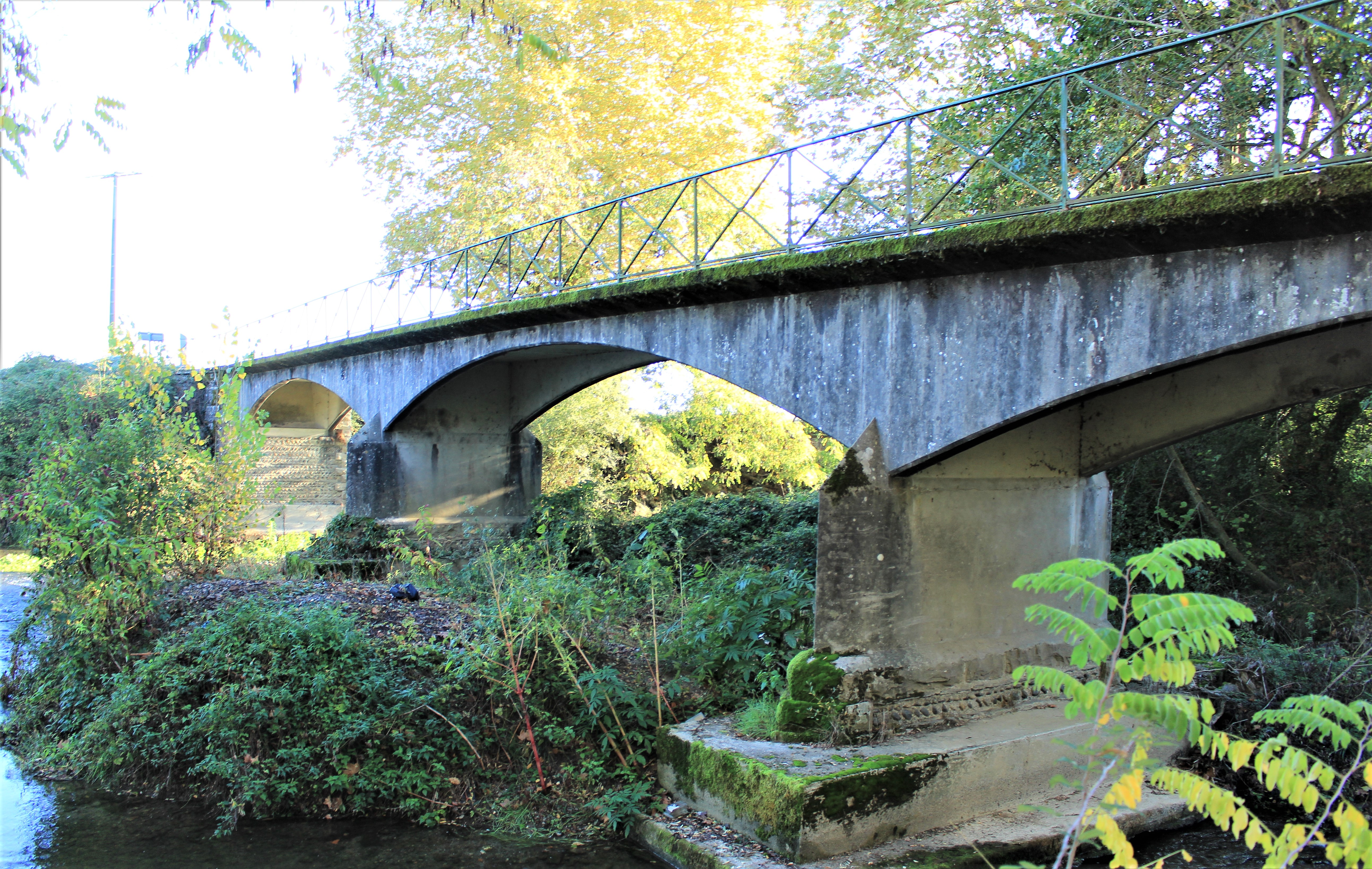
Le pont au-dessus de l'Echez.

### Typologie
Au 1er janvier 2024, Larreule est catégorisée commune rurale à habitat dispersé, selon la nouvelle grille communale de densité à sept niveaux définie par l'Insee en 2022.
Elle est située hors unité urbaine. Par ailleurs la commune fait partie de l'aire d'attraction de Tarbes, dont elle est une commune de la couronne,. Cette aire, qui regroupe 153 communes, est catégorisée dans les aires de 50 000 à moins de 200 000 habitants,.

### Occupation des sols
L'occupation des sols de la commune, telle qu'elle ressort de la base de données européenne d’occupation biophysique des sols Corine Land Cover (CLC), est marquée par l'importance des territoires agricoles (78,8 % en 2018), en diminution par rapport à 1990 (80,2 %). La répartition détaillée en 2018 est la suivante : 
terres arables (74,5 %), forêts (15,8 %), zones urbanisées (4,5 %), zones agricoles hétérogènes (4,3 %), zones industrielles ou commerciales et réseaux de communication (1 %).
L'IGN met par ailleurs à disposition un outil en ligne permettant de comparer l’évolution dans le temps de l’occupation des sols de la commune (ou de territoires à des échelles différentes). Plusieurs époques sont accessibles sous forme de cartes ou photos aériennes : la carte de Cassini (XVIIIe siècle), la carte d'état-major (1820-1866) et la période actuelle (1950 à aujourd'hui).

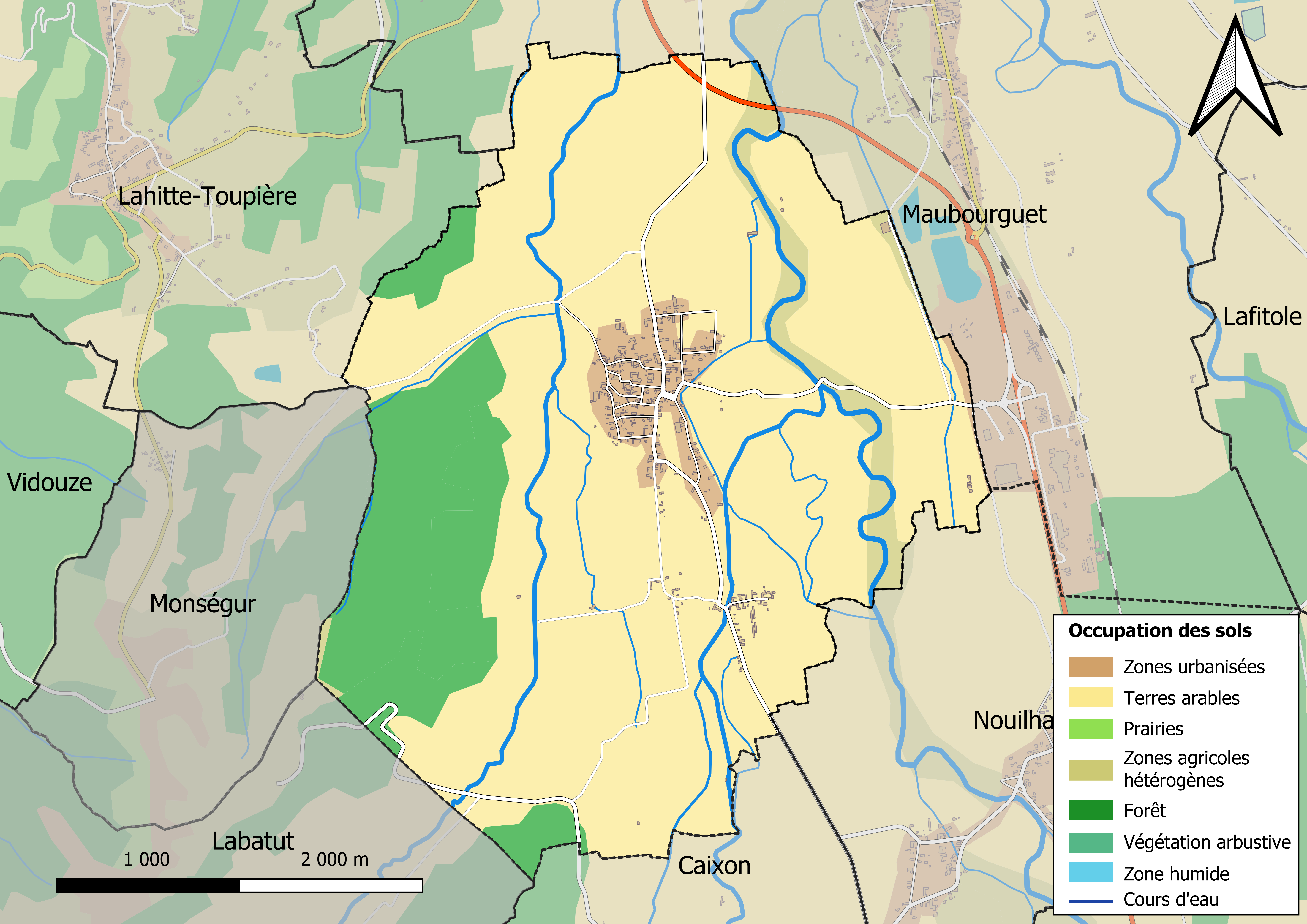
Carte des infrastructures et de l'occupation des sols en 2018 (CLC) de la commune.
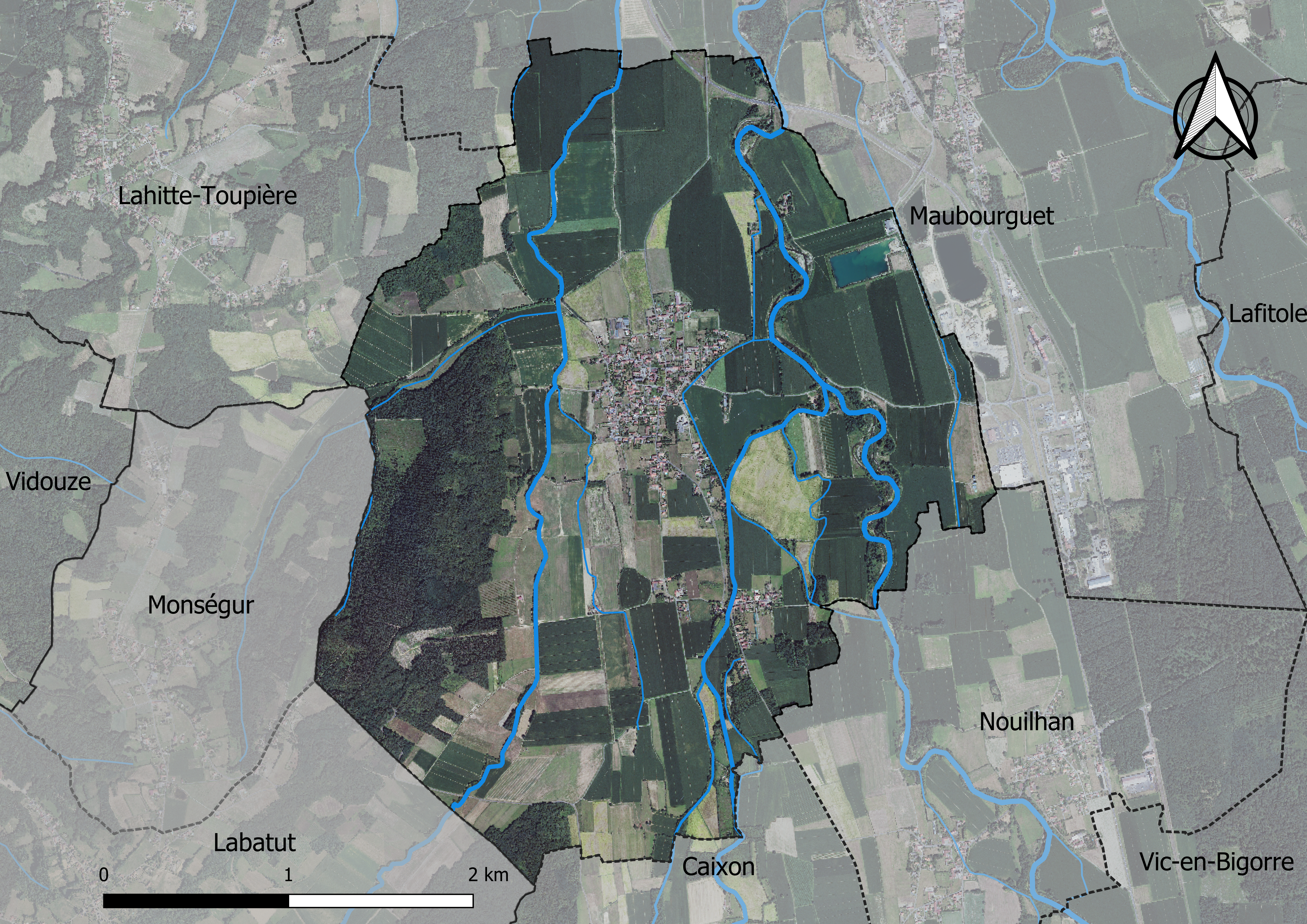
Carte orthophotogrammétrique de la commune.

Sélection de vues de l'habitat de Larreule.
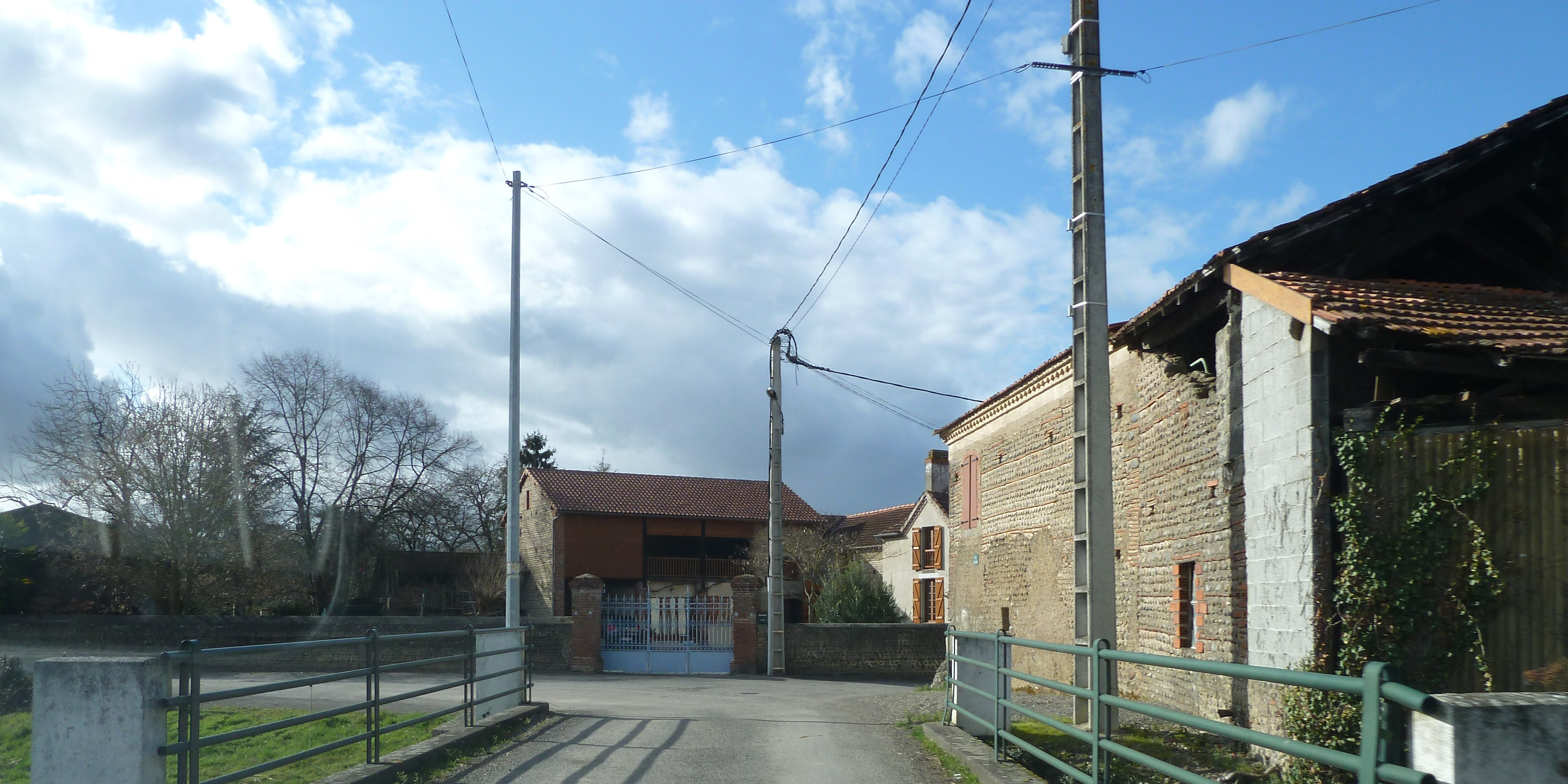
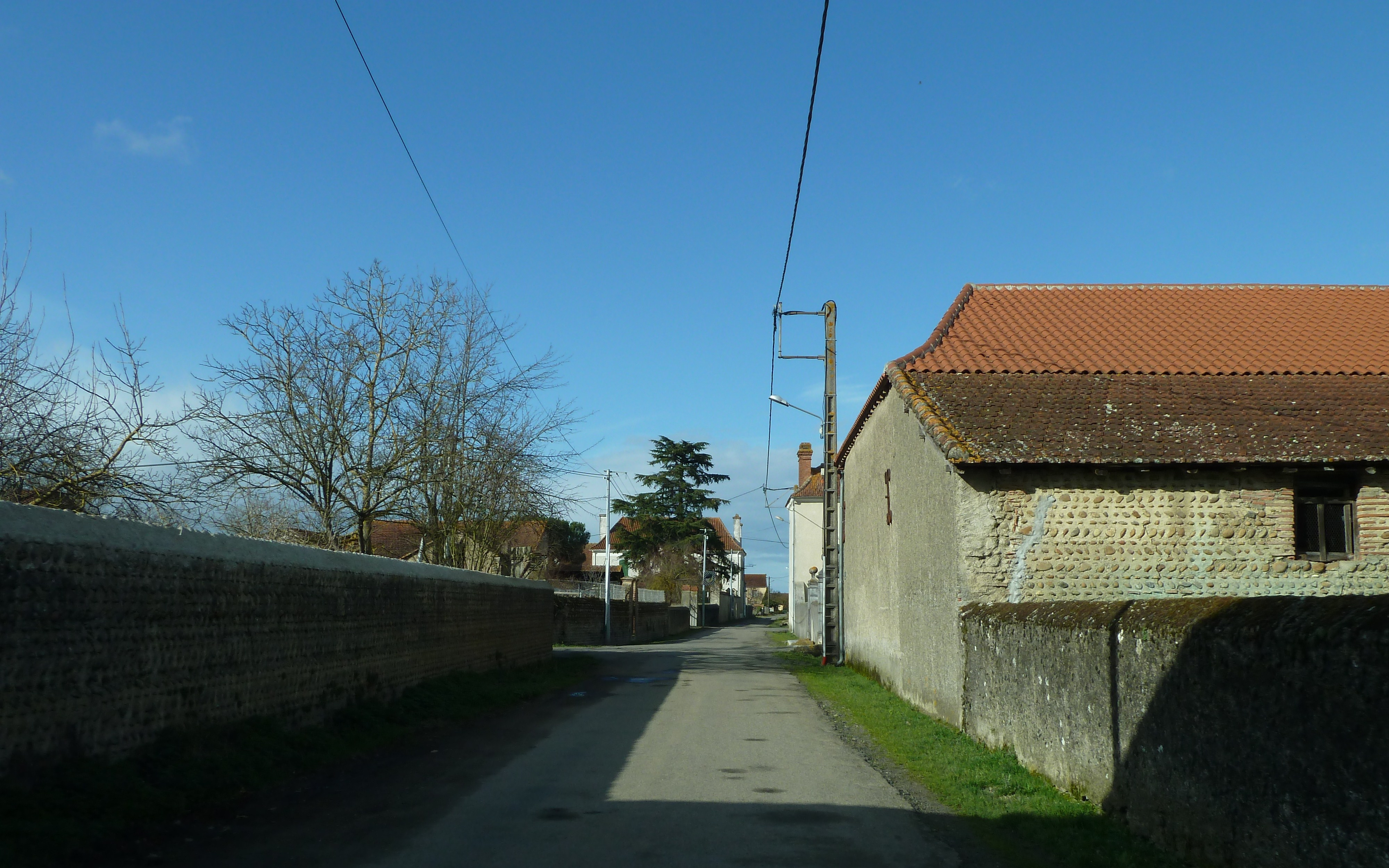
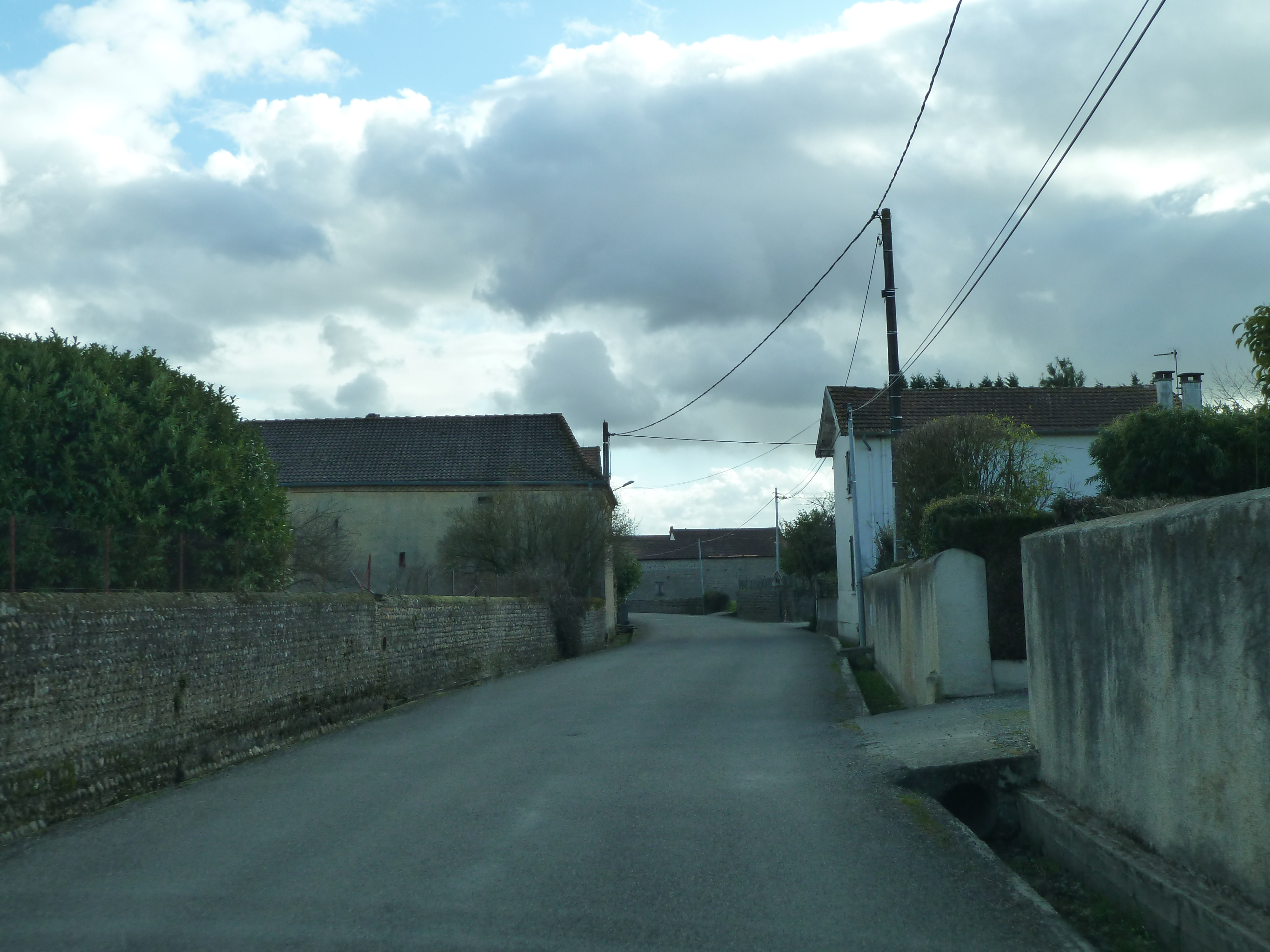

### Logement
En 2012, le nombre total de logements dans la commune est de 194.

Parmi ces logements, 88.5  % sont des résidences principales, 4.7  % des résidences secondaires  6.8  %  des logements vacants.

### Lieux-dits, quartiers et écarts
Le hameau de Parrabère est rattaché à la commune.

### Voies de communication et transports
Cette commune est desservie par la route départementale D 935 et les routes départementales D 4,
D 7 et D 907.
Le GR 101 traverse la commune du nord au sud.

### Risques majeurs
Le territoire de la commune de Larreule est vulnérable à différents aléas naturels : météorologiques (tempête, orage, neige, grand froid, canicule ou sécheresse), inondations, mouvements de terrains et séisme (sismicité modérée). Il est également exposé à un risque technologique,  le transport de matières dangereuses. Un site publié par le BRGM permet d'évaluer simplement et rapidement les risques d'un bien localisé soit par son adresse soit par le numéro de sa parcelle.

#### Risques naturels
Certaines parties du territoire communal sont susceptibles d’être affectées par le risque d’inondation par débordement de cours d'eau, notamment l'Échez, le Lys et l'Ayza. La cartographie des zones inondables en ex-Midi-Pyrénées réalisée dans le cadre du XIe Contrat de plan État-région, visant à informer les citoyens et les décideurs sur le risque d’inondation, est accessible sur le site de la DREAL Occitanie. La commune a été reconnue en état de catastrophe naturelle au titre des dommages causés par les inondations et coulées de boue survenues en 1982, 1990, 1993, 1999, 2009 et 2014,.
Larreule est exposée au risque de feu de forêt. Un plan départemental de protection des forêts contre les incendies a été approuvé par arrêté préfectoral le 21 avril 2020 pour la période 2020-2029. Le précédent couvrait la période 2007-2017. L’emploi du feu est régi par deux types de réglementations. D’abord le code forestier et l’arrêté préfectoral du 27 octobre 2014, qui réglementent l’emploi du feu à moins de 200 m des espaces naturels combustibles sur l’ensemble du département. Ensuite celle établie dans le cadre de la lutte contre la pollution de l’air, qui interdit le brûlage des déchets verts des particuliers. L’écobuage est quant à lui réglementé dans le cadre de commissions locales d’écobuage (CLE)

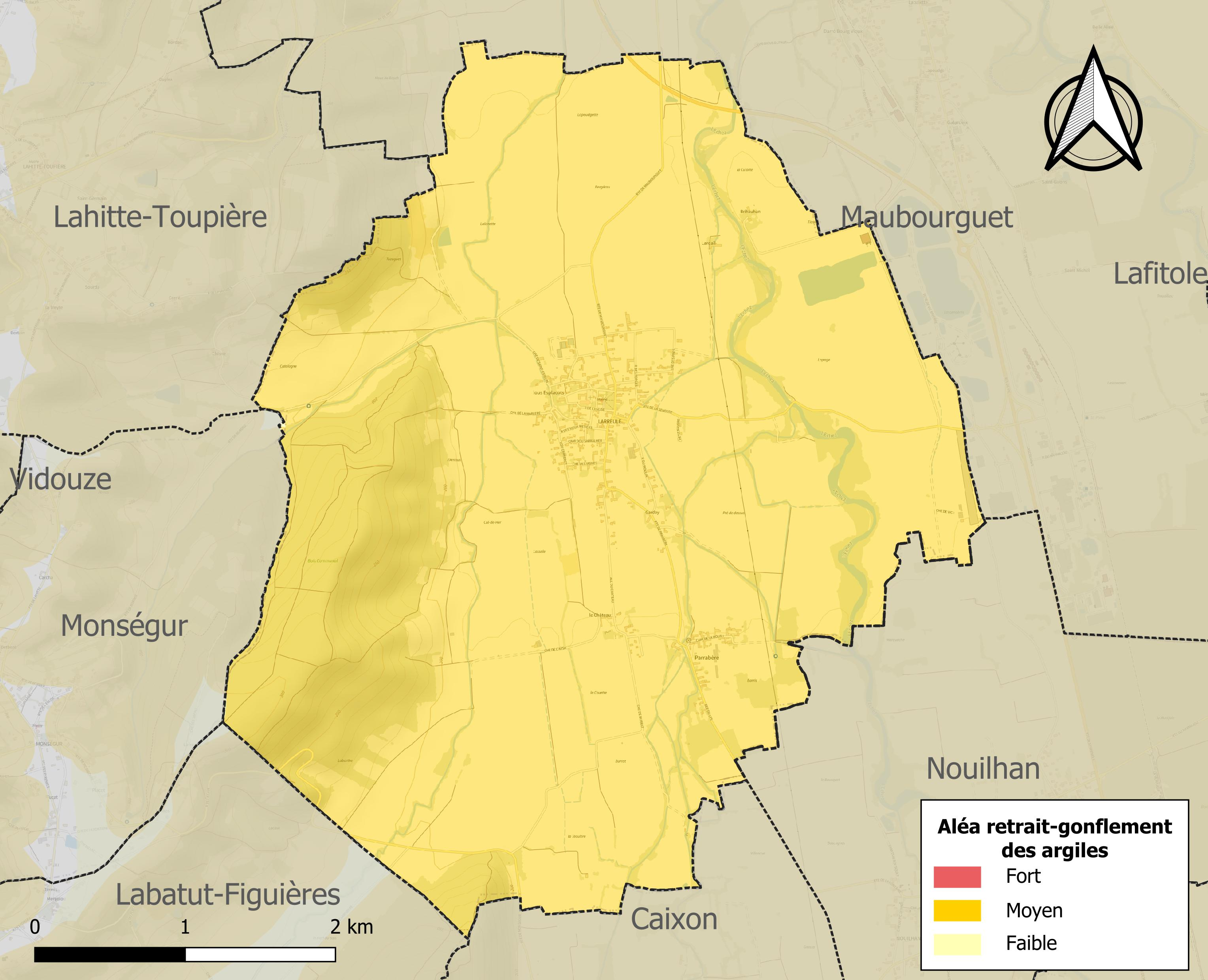
Carte des zones d'aléa retrait-gonflement des sols argileux de Larreule.

Les mouvements de terrains susceptibles de se produire sur la commune sont des tassements différentiels.
Le retrait-gonflement des sols argileux est susceptible d'engendrer des dommages importants aux bâtiments en cas d’alternance de périodes de sécheresse et de pluie. La totalité de la commune est en aléa moyen ou fort (44,5 % au niveau départemental et 48,5 % au niveau national). Sur les 189 bâtiments dénombrés sur la commune en 2019, 189 sont en aléa moyen ou fort, soit 100 %, à comparer aux 75 % au niveau départemental et 54 % au niveau national. Une cartographie de l'exposition du territoire national au retrait gonflement des sols argileux est disponible sur le site du BRGM,.
Par ailleurs, afin de mieux appréhender le risque d’affaissement de terrain, l'inventaire national des cavités souterraines permet de localiser celles situées sur la commune.
Concernant les mouvements de terrains, la commune a été reconnue en état de catastrophe naturelle au titre des dommages causés par des mouvements de terrain en 1999.

#### Risque technologique
Le risque de transport de matières dangereuses sur la commune est lié à sa traversée par une canalisation de transport d'hydrocarbures. Un accident se produisant sur une telle infrastructure est susceptible d’avoir des effets graves sur les biens, les personnes ou l'environnement, selon la nature du matériau transporté. Des dispositions d’urbanisme peuvent être préconisées en conséquence.

## Toponymie
Dénominations historiques :

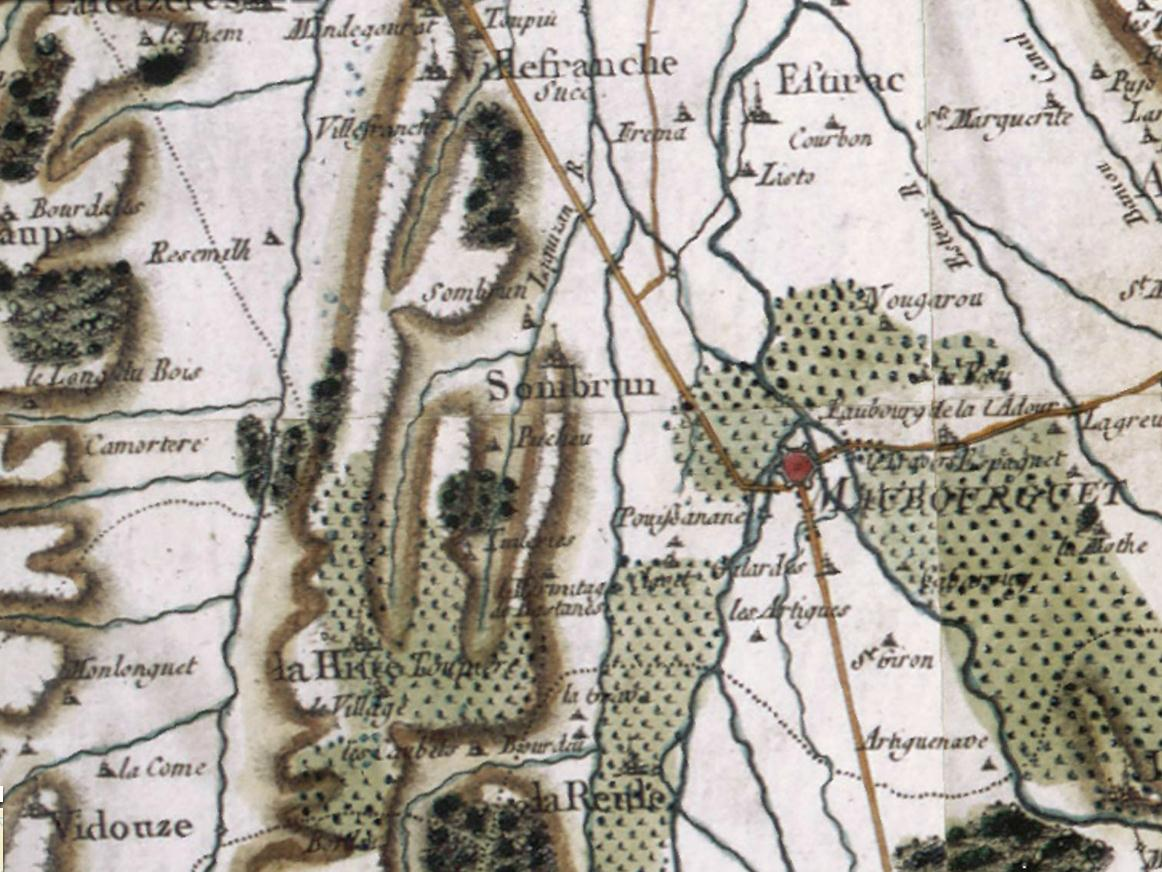
Extrait de la carte de Cassini (entre 1756 et 1789) situant Larreule au sud de Maubourguet.

On trouvera les principales informations dans le Dictionnaire toponymique des communes des Hautes Pyrénées de Michel Grosclaude et Jean-François Le Nail qui rapporte les dénominations historiques du village : 

Le toponyme Larreule apparaît dans les textes sous différentes formes au cours des âges :
- La Reula (XIIe siècle, cartulaires Bigorre ; v. 1200-1230, ibid.).
- dompnem Ezium Regulensem abbatem, latin (1152, cartulaires Bigorre) ;
- de la Reula (1256, Trésor des Chartes) ;
- La Reule (1285, montre Bigorre) ;
- De arcioto ville Reule, De questis ville de Reula, latin (1300, enquête Bigorre) ;
- De Reula (1313, Debita regi Navarre) ;
- De Reula (1342, pouillé de Tarbes ; 1379, procuration Tarbes) ;
- La Reula (1429, censier Bigorre) ;
- la Reole (1614, Guillaume Mauran) ;
- Église parroissiale Saint-Orens de Lareule et Parrabère (1781, registres paroissiaux) ;
- Larreule et Parabère (1789, cahiers de doléances) ;
- Larreüle (1790, Département 1) ;
- La Reule (fin XVIIIe siècle, carte de Cassini).

Étymologie : du gascon reula, du latin regula (= règle monastique) d’où monastère.
Larreule est un toponyme d´origine gasconne provenant du nom latin La Regula (la règle) s'appliquant à d'anciens monastères bénédictins. On en trouve un autre exemple à Larreule, dans les Pyrénées-Atlantiques, qui comptait elle aussi une abbaye bénédictine. La Réole en Gironde a la même étymologie.
Nom occitan : La Reula.

## Histoire

### Cadastre napoléonien de Larreule
Le plan cadastral napoléonien de Larreule est consultable sur le site des archives départementales des Hautes-Pyrénées.

## Politique et administration

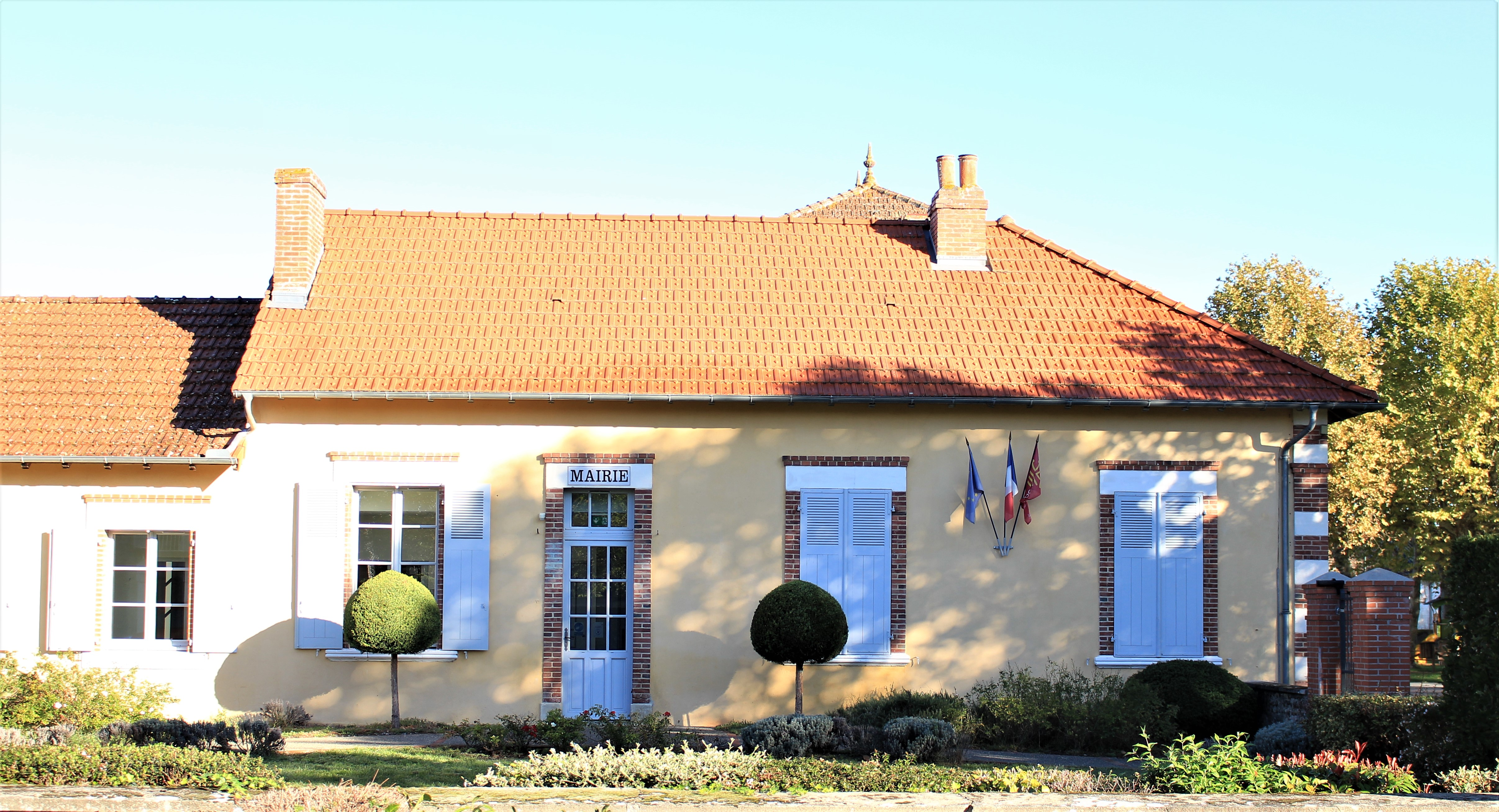
La mairie en 2022.

### Liste des maires
| Période                                  | Période   | Identité           | Étiquette | Qualité |
| ---------------------------------------- | --------- | ------------------ | --------- | ------- |
| Les données manquantes sont à compléter. |           |                    |           |         |
| 1945                                     | 1953      | Bernard Augustin   |           |         |
| 1953                                     | 1965      | Jean Augustin      |           |         |
| 1965                                     | 1977      | Joseph Claverie    |           |         |
| mars 1977                                | mars 1983 | Abel Gillis        |           |         |
| mars 1983                                | mars 1989 | Jean Celles        |           |         |
| mars 1989                                | mars 2008 | Jean Senmartin     |           |         |
| mars 2008                                | mars 2020 | Claude Laffonta    | SE        |         |
| mars 2020                                | En cours  | Maurice Dussollier |           |         |

### Rattachements administratifs et électoraux

#### Historique administratif
Pays et sénéchaussée de Bigorre, quarteron de Vic, comté de Parabère, canton de Maubourguet (depuis 1790). Parrabère, non mentionnée dans la première répartition de 1790, et donc rattachée à Larreule à cette date, apparaît comme commune dans la seconde. Elle est réunie à Larreule entre 1791 et 1801.

#### Intercommunalité
Larreule appartient à la communauté de communes Adour Madiran créée en janvier 2017 qui a la particularité de réunir 72 communes de Bigorre et Béarn.

## Population et société

### Démographie

#### Évolution démographique
| 1793 | 1800 | 1806 | 1821 | 1831 | 1836 | 1841 | 1846 | 1851 |
| ---- | ---- | ---- | ---- | ---- | ---- | ---- | ---- | ---- |
| 608  | 695  | 778  | 809  | 772  | 765  | 730  | 728  | 672  |

| 1856 | 1861 | 1866 | 1876 | 1881 | 1886 | 1891 | 1896 | 1901 |
| ---- | ---- | ---- | ---- | ---- | ---- | ---- | ---- | ---- |
| 738  | 705  | 717  | 676  | 663  | 622  | 634  | 619  | 570  |

| 1906 | 1911 | 1921 | 1926 | 1931 | 1936 | 1946 | 1954 | 1962 |
| ---- | ---- | ---- | ---- | ---- | ---- | ---- | ---- | ---- |
| 536  | 482  | 455  | 428  | 416  | 430  | 448  | 397  | 406  |

| 1968 | 1975 | 1982 | 1990 | 1999 | 2005 | 2006 | 2010 | 2015 |
| ---- | ---- | ---- | ---- | ---- | ---- | ---- | ---- | ---- |
| 402  | 385  | 354  | 371  | 381  | 390  | 394  | 432  | 409  |

| 2020 | 2022 | - | - | - | - | - | - | - |
| ---- | ---- | - | - | - | - | - | - | - |
| 389  | 382  | - | - | - | - | - | - | - |

### Enseignement

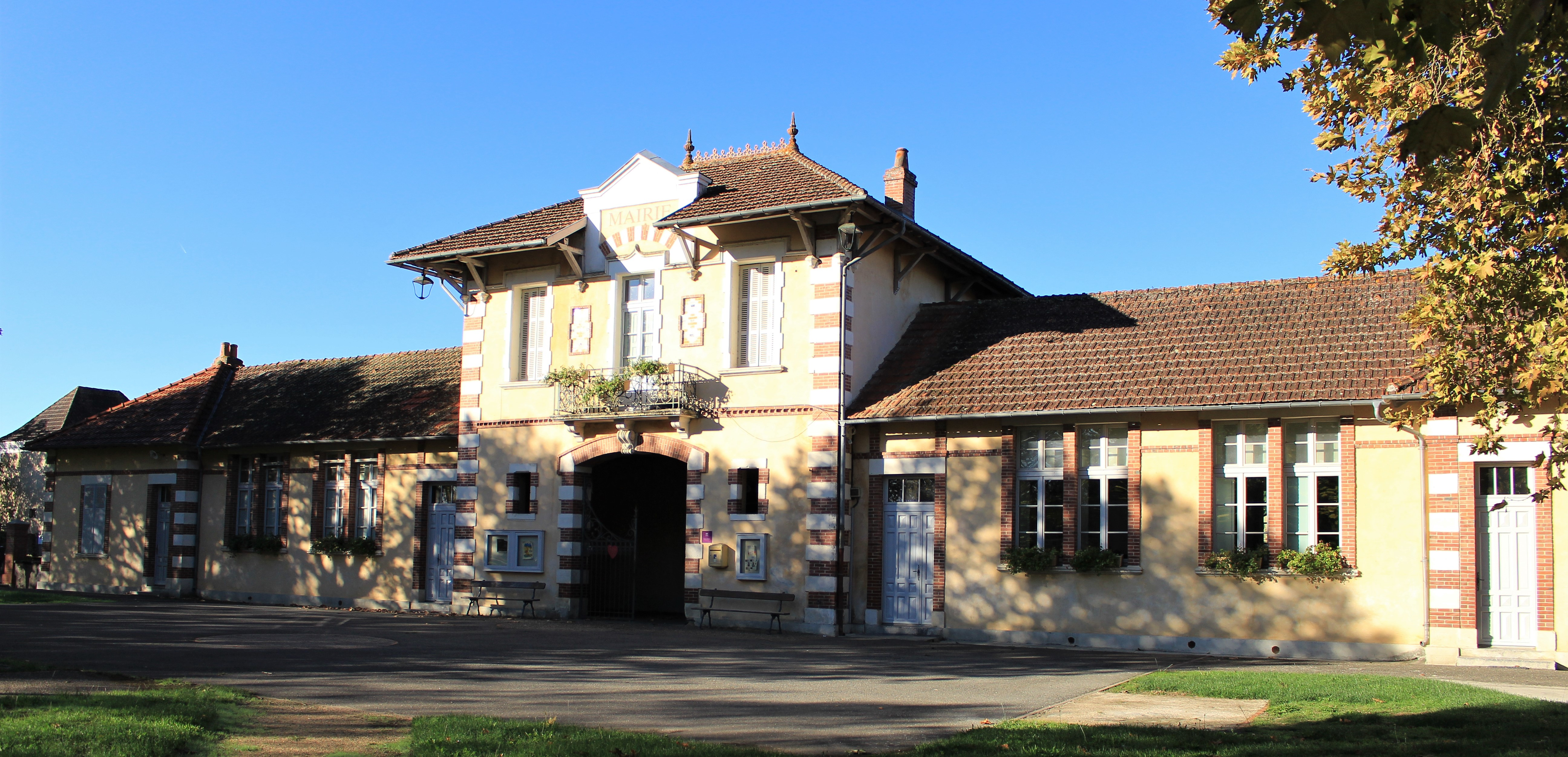
L'école élémentaire en 2022.

La commune dépend de l'académie de Toulouse. Elle dispose d’une école en 2017.
- École élémentaire.

### Sports

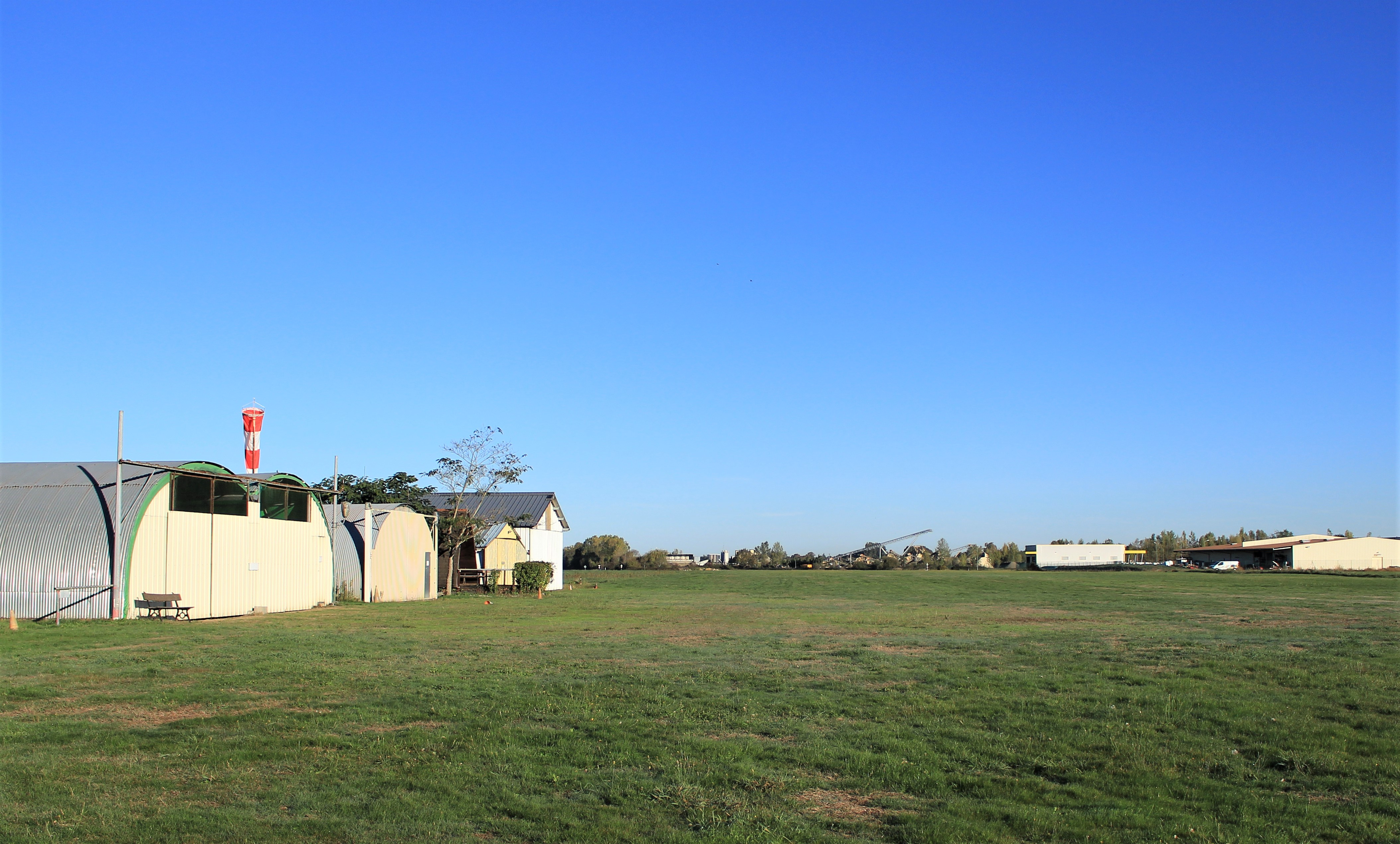
L'aérodrome.

## Économie

### Revenus
En 2018, la commune compte 154 ménages fiscaux, regroupant 343 personnes. La médiane du revenu disponible par unité de consommation est de 19 740 € (20 420 € dans le département).

### Emploi
|                | 2008  | 2013  | 2018  |
| -------------- | ----- | ----- | ----- |
| Commune        | 9,1 % | 9,3 % | 4,6 % |
| Département    | 7,7 % | 9,4 % | 9,8 % |
| France entière | 8,3 % | 10 %  | 10 %  |

En 2018, la population âgée de 15 à 64 ans s'élève à 255 personnes, parmi lesquelles on compte 72,8 % d'actifs (68,3 % ayant un emploi et 4,6 % de chômeurs) et 27,2 % d'inactifs,. En  2018, le taux de chômage communal (au sens du recensement) des 15-64 ans est inférieur à celui de la France et du département, alors qu'en 2008 la situation était inverse.
La commune fait partie de la couronne de l'aire d'attraction de Tarbes, du fait qu'au moins 15 % des actifs travaillent dans le pôle,. Elle compte 44 emplois en 2018, contre 49 en 2013 et 39 en 2008. Le nombre d'actifs ayant un emploi résidant dans la commune est de 179, soit un indicateur de concentration d'emploi de 24,4 % et un taux d'activité parmi les 15 ans ou plus de 53,9 %.
Sur ces 179 actifs de 15 ans ou plus ayant un emploi, 33 travaillent dans la commune, soit 18 % des habitants. Pour se rendre au travail, 89,3 % des habitants utilisent un véhicule personnel ou de fonction à quatre roues, 1,2 % les transports en commun, 3 % s'y rendent en deux-roues, à vélo ou à pied et 6,5 % n'ont pas besoin de transport (travail au domicile).

## Culture locale et patrimoine

### Lieux et monuments

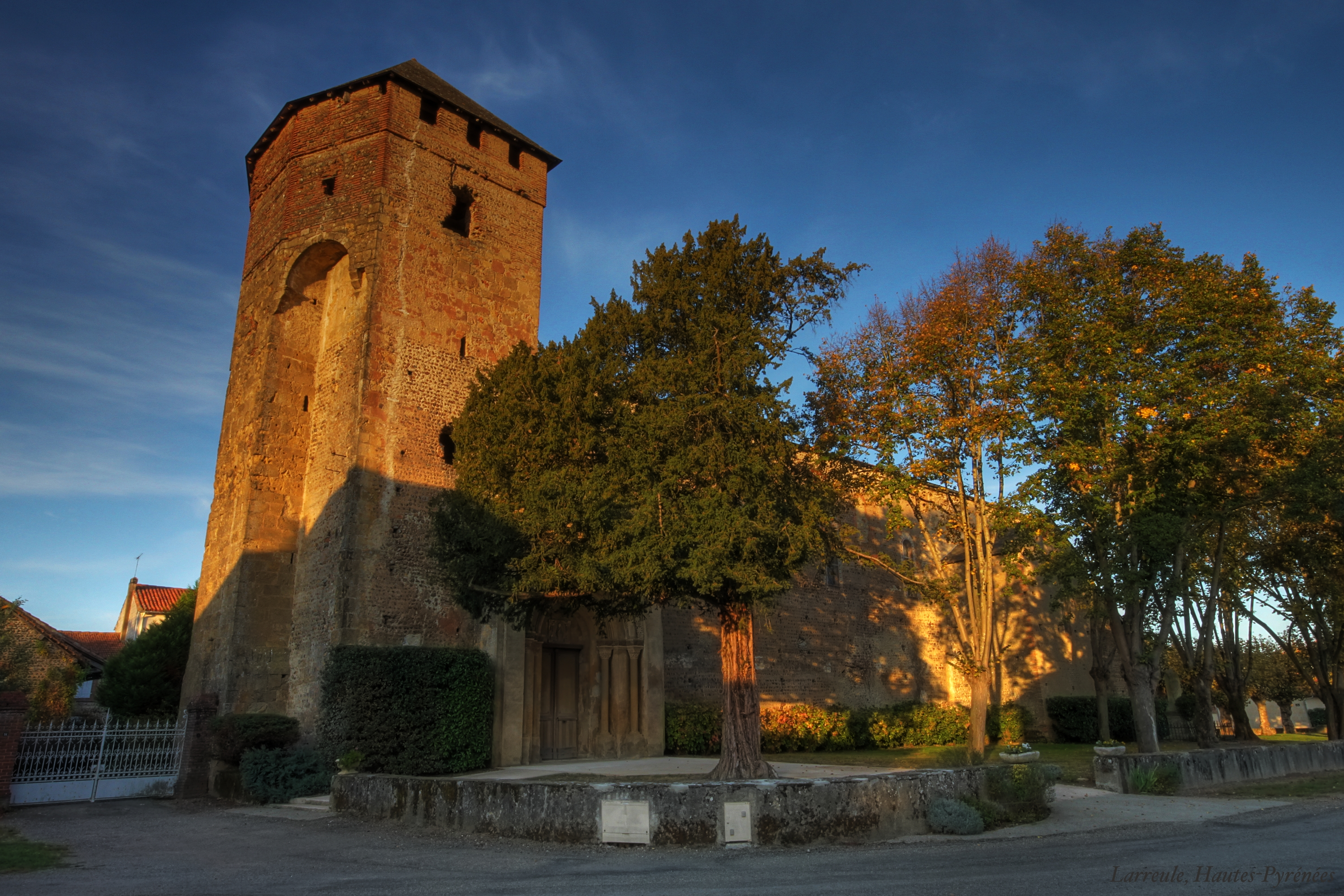
Église Saint-Roch de Larreule.

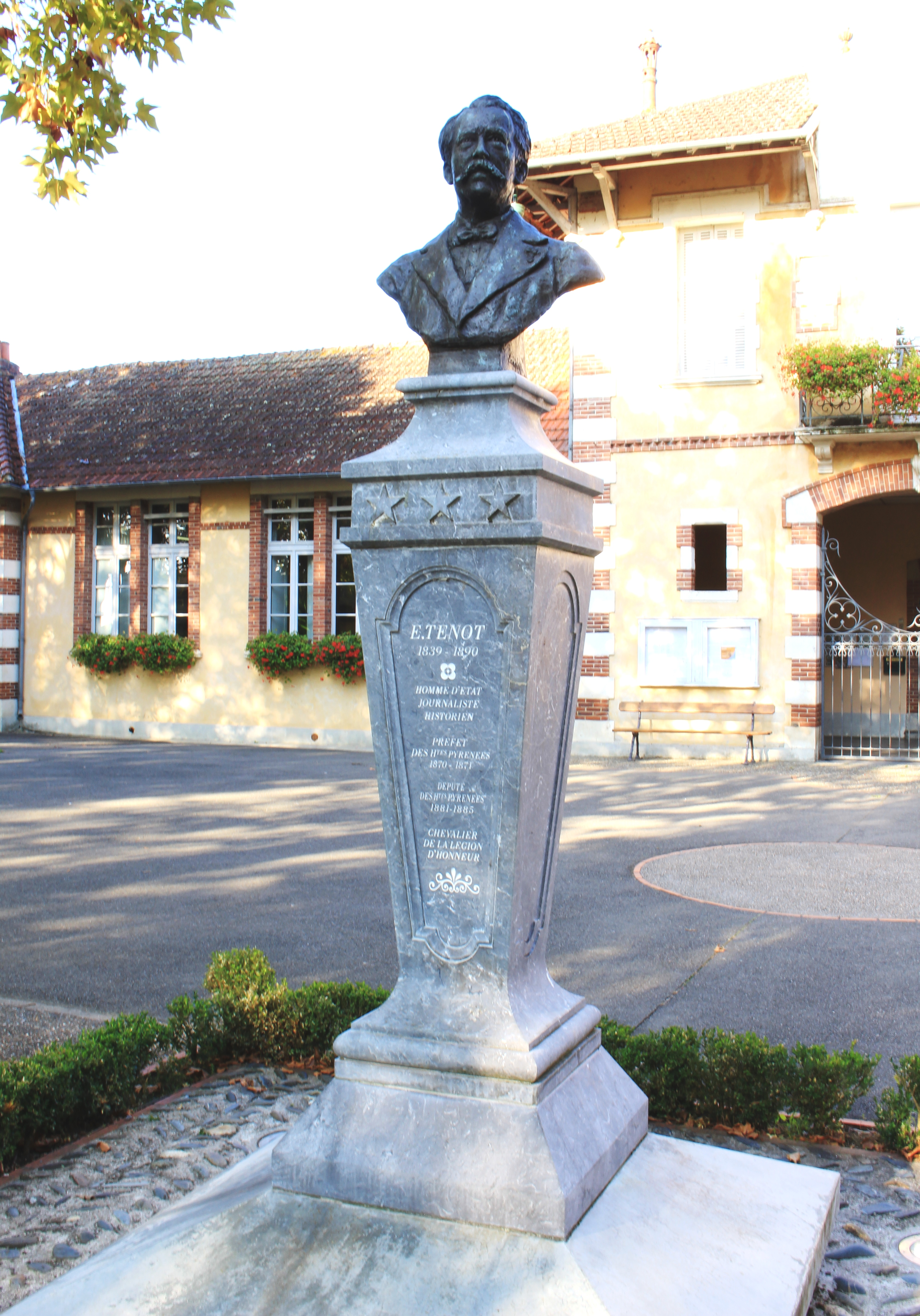
Une statue d'Eugène Ténot.

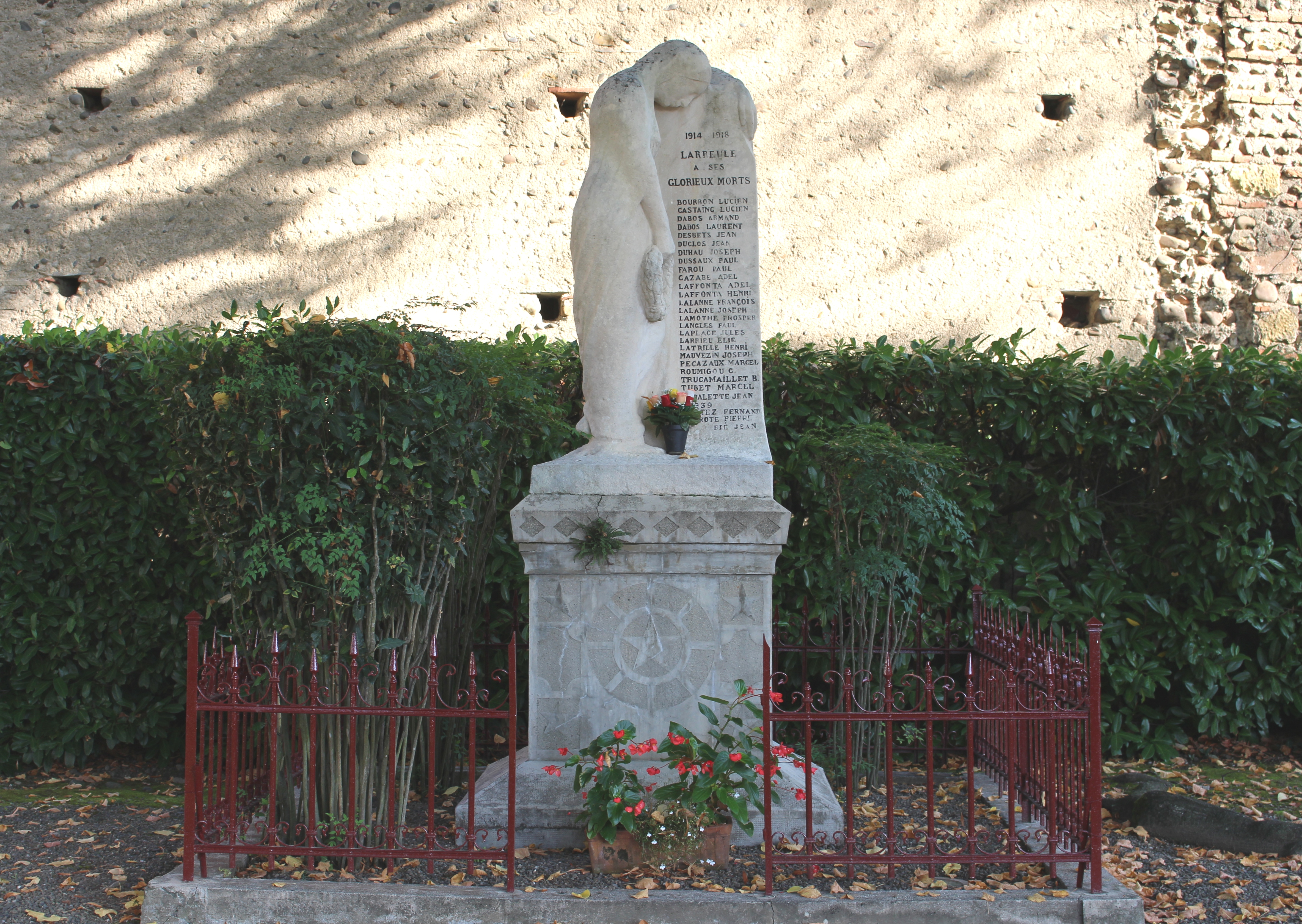
Le monument aux morts municipal.

- L'ancienne abbatiale Saint-Orens, aujourd´hui église paroissiale, construite aux XIe et XIIe siècles.
- Église Saint-Roch de Larreule.
- Le château de Parrabère, remontant au XVe siècle, ancienne possession de la famille de Baudéan-Parrabère (Parabère) (dont le mari de la fameuse marquise de Parabère ; Les Baudéan furent aussi marquis de La Mothe-St-Héray). Il fut délaissé à partir du XVIIIe siècle, les comtes préférant vivre à la cour de Versailles et à Paris[34].
- La fontaine Saint-Esselin : selon la légende, saint Esselin, évêque de Sutri, alors en pèlerinage, en aurait fait jaillir l´eau grâce à son bourdon juste avant de mourir et d´être enterré dans une´abbatiale de Larreule où une chapelle lui fut consacrée[réf. nécessaire]. Des vertus médicinales étaient attribuées à l´eau de la fontaine[évasif].
- Moulin à eau de Parrabère.

### Personnalités liées à la commune
- Les comtes de Parrabère

L'origine des comtes de Parrabère remonte au XVe siècle[réf. nécessaire], lorsque Arnaud de Momas, cadet, reçut en partage la terre de Parrabère et fonda la branche des comtes.
1. un comte de Parrabère aurait été tué lors de la bataille d´Ivry sous les yeux du futur Henri IV[réf. nécessaire].
2. Marie-Madeleine de Vieuville, comtesse de Parabère, fut la favorite officielle du Régent (1715-1723)[réf. nécessaire].

- Eugène Ténot (1839 - 1890). Auteur et journaliste. Les ouvrages cités ci-dessous sont des ouvrages de référence sur le coup d'Etat de 1851. Né le 2 mai 1839 à Larreule, il est d'abord enseignant (Algérie, Paris) puis journaliste (Le Siècle). Républicain, il est préfet des Hautes-Pyrénées, nommé par Gambetta après le 4 septembre 1870. Député des Hautes-Pyrénées de 1881 à 1885, il décède à Bordeaux le 9 janvier 1890[réf. nécessaire].

Œuvres : 
- Paris en décembre 1851. Étude historique sur le coup d'État, Paris Le Chevalier 1868 ;
- La Province en décembre 1851, étude historique, Paris Le Chevalier 1868.
- Gustave Bascle de Lagrèze (1811 - 1891). Président de la cour d'assises des Hautes-Pyrénées

### Héraldique
Il n'y a pas de blason officiel sur cette commune.